# 克魯塞斯河

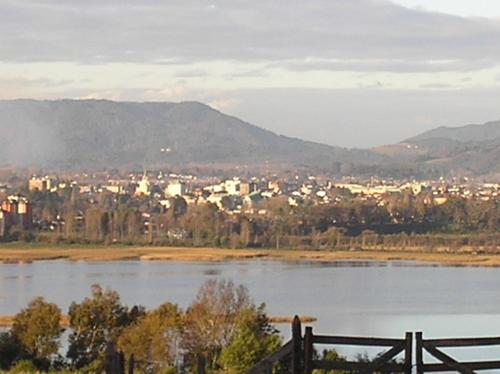
克魯塞斯河

克魯塞斯河（西班牙語：Río Cruces）是智利的河流，位於該國南部，由瓦爾迪維亞省負責管轄，河道全長125公里，集水區面積3,233平方公里，發源自維利亞里卡火山附近，最終注入瓦爾迪維亞河。
39°42′26″S 73°11′51″W / 39.70722°S 73.19750°W